# 布里亞爾蒙特灣
64°16′S 61°0′W / 64.267°S 61.000°W
布里亞爾蒙特灣（英語：Brialmont Cove），是南極洲的海灣，位於葛拉漢地的丹科海岸，處於休斯灣，在1898年由比利時探險隊繪入地圖，現時由南極條約體系管理。